# Stormarn (okrug)
Okrug Stormarn (njem.: Kreis Storman) je okrug u njemačkoj saveznoj pokrajini Schleswig-Holstein i pripada metropolnoj regiji Hamburg.

## Zemljopis
Okrug Stormarn graniči na sjeveru s okrugom Segebergom, na sjeveroistoku s okrugom Istočni Holstein i gradom Lübeckom, na istoku i jugu s okrugom Vojvodstvo Lauenburg i na zapadu s gradom Hamburgom. Okrug Stormarn jedan je od šest okruga Schleswig-Holsteina koji pripadaju metropolnoj regiji Hamburga.

## Gospodarstvo
Stormarn je gospodarski vezan uz gradove Hamburg i Lübeck, što se može vidjeti i u demografskom rastu. 1973. u okrugu je 163.000 stanovnika, a danas ima čak preko 220.000 stanovnika. Isto se primjećuje u blizini ta dva grada dolaskom razne industrije. 
Unatoč tome na sjeveroistoku okruga stanovnici se pretežno bave poljoprivredom.

### Promet
Za promet su najvažnije autoceste A1, A24, A20 i A21 i željeznica između Hamburga i Lübecka.
Javni promet okruga je u sklopu javnog prometa grada Hamburga.

## Kultura

### Spomenici
- Dvorac Ahrensburg
- Dvorac Reinbek
- Samostan Nütschau

## Gradovi, općine i službe
(stanovnici 30. ruijna 2006.)
| Gradovi i općine | Gradovi i općine | Gradovi i općine |
| --- | --- | ---------------- |
| - 1. Ahrensburg, grad (30.094) - 2. Ammersbek (9.199) - 3. Bad Oldesloe, grad (24.094) - 4. Bargteheide, grad (14.341) - 5. Barsbüttel (12.420) - 6. Glinde, grad (16.085) | - 7. Großhansdorf (9.014) - 8. Oststeinbek (7.749) - 9. Reinbek, grad (25.688) - 10. Reinfeld (Holstein), Stadt (8.482) - 11. Tangstedt (6.427) |                  |

Službe
| - 1. Službe Bad Oldesloe-Land [Sjedište: Bad Oldesloe] - 2. Služba Bargteheide-Land [Sjedište: Bargteheide] | - 3. Služba Nordstormarn [Sjedište: Reinfeld (Holstein)] - 4. Služba Siek | - 5. Služba Trittau |

## Vanjske poveznice
- Službena stranica okruga Stormarn
- Daljnje povezica o okrugu Storman